# Bickmarsh
Bickmarsh – wieś w Anglii, w hrabstwie Worcestershire, w dystrykcie Wychavon. Leży 27 km na wschód od miasta Worcester i 139 km na północny zachód od Londynu. Miejscowość liczy 65 mieszkańców.